# نقل لاسلكي للطاقة

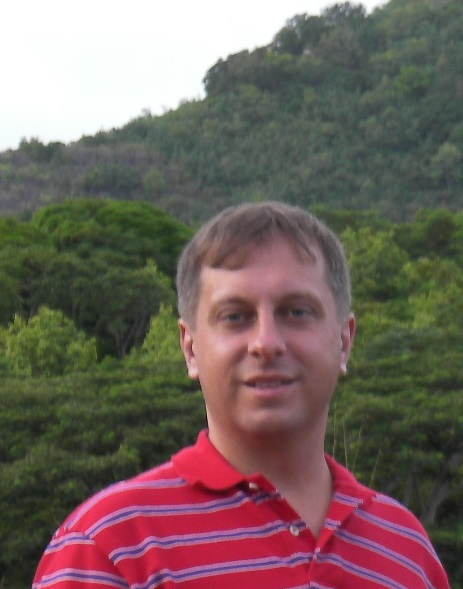
مارين سلوجاك عام 2011

شركة واي تريستي (WiTricity) هي شركة هندسية أمريكية أسسها الفيزيائي والمهندس الكهربائي مارين سلوجاك، تقوم بصناعة أجهزة لنقل الطاقة لاسلكيا (نقل الطاقة لا سلكياً هي عملية تتم داخل أي نظام حيث يتم نقل الطاقة الكهربائية من مصدر قدرة إلى حمل كهربائي من دون وجود أسلاك موصلة) باستخدام أجهزة نقل وإستقبال الحقول المغناطيسية. يقع مقر الشركة في مدينة وترتاون، مقاطعة ميدلسيكس، ولاية ماساشوستس، الولايات المتحدة الأمريكية.

## التاريخ

مخطط يوضح تجربة نقل الطاقة لاسلكيا والتي قام بها معهد ماساتشوستس للتكنولوجيا

بدأ استخدام مصطلح نقل الكهرباء لاسلكيا لأول في مشروع في معهد ماساتشوستس للتكنولوجيا، تحت إشراف مارين سلوجاك في عام 2006.
قال إريك جيلير في محاضرة تيد عن استعراض الكهرباء اللاسلكية:
هذا كله أتى من بروفسور أستيقظ في الساعة الثالثة ليلا لأن هاتف زوجته استمر بالطنين لأن بطاريتة فرغت. وفكر حينها مع كل تلك الكهرباء في تلك الجدران لما لا أستطيع توصيلها بالهاتف حتى أتمكن من النوم قليلا، وبذلك أتى جديد وأعاد تعريف نقل الطاقة.
نجح باحثين معهد ماساتشوستس في إنارة مصباح كهربي بقدرة 60 وات لاسلكيا، مستخدمين ملفين نحاس 5 لفات قطرها 60 سم (24 إنش تقريبا)، على مسافة 2 متر (7 قدم). وصلت نسبة الكفاءة إلى ما يقرب من 45%. تم تصميم الملفات ليناسب تردد 9.9 ميجا هرتز (يصل طولها الموجي إلى 30 متر تقريبا) وعلى نفس المحور.
تم توصيل أحد الملفين مباشرة بمصدر الطاقة، والأخر بمصباح. وبالفعل تمت إنارة المصباح حتى مع وجود عازل خشبي بين الملفين. أعلن الباحثون في نهاية التجربة عن نجاحهم في إنارة مصباح لاسلكيا بقدرة 60 وات بكفاءة 90% على مسافة 3 قدم.
أُعلن عن هذه التكنولوجيا الجديدة في يوليو 2009 في مؤتمر تيد العالمي المنعقد في أكسفورد من قبل الرئيس التنفيذي للشركة إريك جيلير. أشار فيها أن الفكرة قد تم تطبيقها لأول مرة من قبل الفيزيائي نيكولا تيسلا، وأن الشركة نجحت في تشغيل التلفاز وفي شحن الهواتف المحمولة (السبب الرئيسي الذي ألهم سولجاسيك للوصول لهذه الفكرة).
في إبريل 2011، إستثمرت شركة السيارات تويوتا في هذا المشروع.
في سبتمبر 2012، أعلنت الشركة أن سعر الملفات االمستخدمة لنقل الطاقة لاسلكيا سيصل إلى 1000 دولار، وأنها ستحاول زيادة الكفاءة وتقليل السعر، وإدخال هذه التكنولوجيا في أغلب الأجهزة المستخدمة في حياتنا اليومية.

### تاريخ النقل اللاسلكي للطاقة

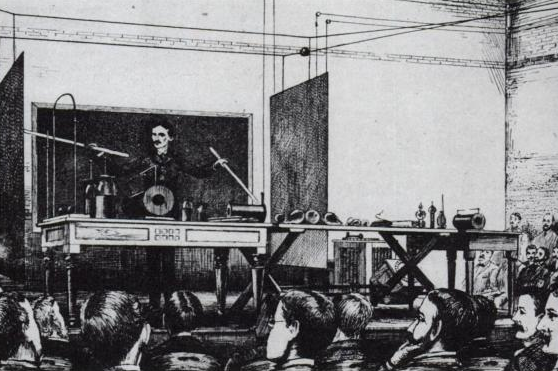
الفيزيائي نيكولا تيسلا يشرح فرضية نقل الطاقة لاسلكيا في محاضرة عام 1891 بكلية كولومبيا، جامعة كولومبيا.

- 1826: أندري ماري أمبير وضع قانون أمبير الذي ينص على أن التيار الكهربائي المار في موصل ما يولد مجالاَ مغناطيسياَ حول الموصل.
- 1831: مايكل فاراداي وضع قانون فاراداي للحث، أحد القوانين الأساسية للكهرومغناطيسية.
- 1864: جايمس كلارك ماكسويل وضع نموذجاَ رياضياَ لسلوك الإشعاعات الكهرومغناطيسية جامعاَ بذلك المشاهدات والتجارب والقوانين السابقة المتعلقة بالكهرباء والمغناطيسية والبصريات في نظرية واحدة.
- 1888: هاينريش رودولف هرتز يؤكد وجود الإشعاعات الكهرومغناطيسية. حيث أعتبر جهاز توليد الإشعاعات الكهرومغناطيسية الذي صنعه كأول جهاز أرسال راديوي.
- 1891: نيكولا تسلا يقوم بتطوير جهاز هرتز.
- 1893: نيكولا تسلا يؤدي عرضاَ يقوم فيه بإضاءة مجموعة من مصابيح الإضاءة لاسلكياَ.
- 1894: نيكولا تسلا يضيء لاسلكياَ مجموعة من الأنابيب المفرغة باستخدام الحث الكهروديناميكي.
- 2007: فريق بحثي في معهد ماساتشوستس للتقنية نجح في إضاءة مصباح بقدرة 60 وات لاسلكياَ على مسافة مترين وبفاعلية تصل إلى 40%.[14]

## التكنولوجيا

تعتمد فكرة نقل الكهرباء لاسلكيا على ملفين رنينين كهرومغناطيسيين وخاصية الرنين الكهربائية. يتكون النظام من أجهزة إرسال وأجهزة إستقبال تحتوي على حلقات مغناطيسية مضبوطة على نفس التردد. ولا بد أن تكون أجهزة الإستقبال ضمن مسافة لا تتعدى ربع الطول الموجي من أجهزة الإرسال.

تعتمد فكرة نقل الكهرباء لاسلكيا على ملفين رنينين كهرومغناطيسيين وخاصية الرنين الكهربائية. وبذلك تختلف عن باقي الطرق المعروفة مثل ملف الحثي البسيط، بث الميكروويف أو تأين الهواء. يتكون النظام من أجهزة إرسال وأجهزة إستقبال تحتوي على حلقات مغناطيسية مضبوطة على نفس التردد.
بسبب أن أجهزة نقل الكهرباء لاسلكيا تعمل في مجال كهرومغناطيسي صغير المدى، لا بد أن تكون أجهزة الإستقبال ضمن مسافة لا تتعدى ربع الطول الموجي من أجهزة الإرسال. في الورقة البحثية المنشورة للشركة عن مبدأ عمل الأجهزة في عام 2007، كانت المسافة المستخدمة بضع مترات لنفس التردد. في ورقتهم الأولى، حاولت المجموعة صنع محاكاة لعوازل رنانة يصل مداها إلى جيجاهرتز.

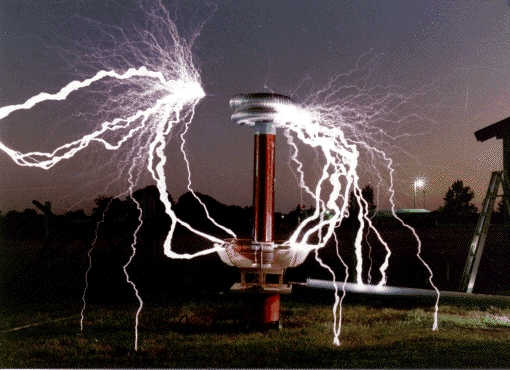
للوقاية من البرق والشرارة الناتجة عند نقل الطاقة تستخدم الشركة المجال المغناطيسي بدلا من الكهربي.

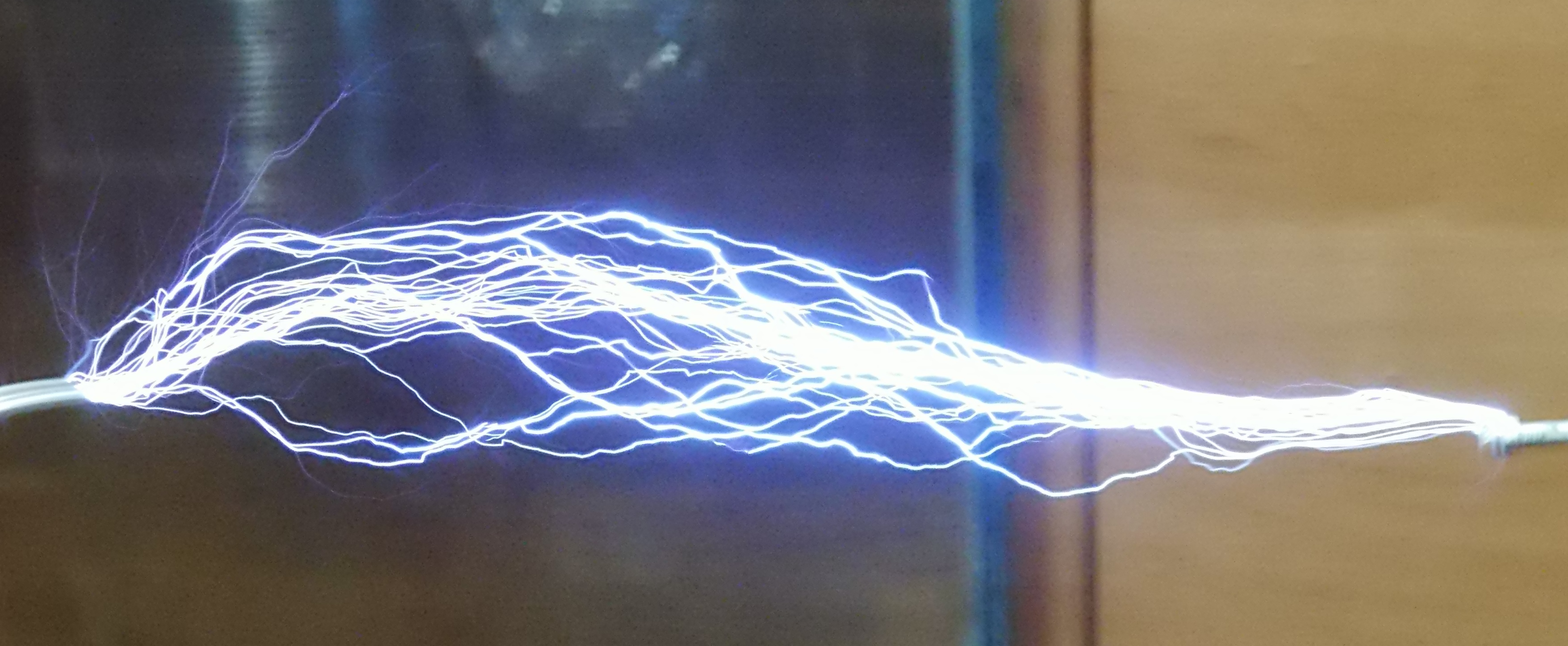
لا تحدث ظاهرة التفريغ الكهربي في منتجات الشركة، لإقتصار دور المجالات الكهربائية على المكثفات داخل الأجهزة.

تعمل أغلب أجهزة شركة واي تريستي بالمجالات المغناطيسية ويقتصر دور المجالات الكهربائية على المكثفات داخل الأجهزة، لإعتقادهم أن هذه الطريقة هي الأكثر أمانا لنقل الطاقة بالرنين. ففي ملف تيسلا الذي يعمل بالمجالات الكهربائية يمكن أن تتولد شرارات كبيرة وبرق في أغلب الأوقات.
على عكس المجالات اللاسلكية طويلة المدى، تعتمد الشركة على مجالات الرنين الكهرومغناطيسية كالموجودة في المحولات بإختلاف أن الملف الإبتدائي منفصل عن الملف الثانوي. أشاد كارليس أريستيديس بفريقة قائلا:
"إذا تم استخدام الحث المغناطيسي العادي في هذا النظام سيكون أقل كفاءة بأكثر من مليون مرة من الحث المغناطيسي المستخدم لظاهرة الرنين".
كما أكد الباحثون على أن الترددات المستخدمة في نقل الكهرباء تخضع لمعايير السلامة المتفق عليها من لجنة الاتصالات الفدرالية، وأنها لا تتعارض مع ترددات الإذاعة والراديو أو أي ترددات أخرى. وأرجعوا سبب تأخير التطور في تكنولوجيا نقل الطاقة لاسلكيا إلى نقص المعرقة بقوانين الفيزياء. وتوقعوا أنه في المستقبل سترتفع نسبة مبيعات الأجهزة التي تعمل بتكنولوجيا الطاقة اللاسلكيا.

## مستويات الإشعاع
أكدت الشركة على ترددات الأجهزة لا تؤثر على الأعضاء الحيوية (للإنسان والحيوان على حد سواء) وأنها تخضع لمعايير الأمن والسلامة العامة.